# Radomysjl
Radomysjl (ukrainsk: Радомишль, Radomyshl, polsk: Radomyśl, jiddisch: ראַדאָמישל, russisk: Радомышль}) er en historisk by i Zjytomyr rajon, Zjytomyr oblast (provins) i det nordlige Ukraine. Før 2020 var den administrativt centrum i det tidligere Radomysjl rajon (distrikt), og den ligger på venstre bred af floden Téteriv, en højre biflod til floden Dnepr. Den ligger inden for den historiske region Højrebreds-Ukraine.
Byen har 13.685 (2022) indbyggere.

## Historie
Siden 1150 har Radomysjl været kendt som Mychesk. Bopladsen blev sandsynligvis ødelagt under Mongolinvasionen i 1240, hvorefter regionen faldt under Den Gyldne Horde. I det 14. århundrede blev den en del af Litauen og efterfølgende af den Polsk-Litauiske Union efter Krevo-unionen (1385). Byen blev plyndret af Tatarer i 1399, 1416 og 1462. Som en del af Kongedømmet Polen fra 1569 var den kendt under navnet Radomyśl. Administrativt var den en del af Kyiv Voivodeship i Den polske krones provins Lillepolen. I begyndelsen af det 17. århundrede blev Radomysl papirfabrik grundlagt, den første papirfabrik i det nuværende centrale Ukraine. Efter Polens anden deling i 1793 blev byen annekteret af Det Russiske Kejserrige og omdøbt til sit nuværende navn. Den blev indlemmet i Kiev guvernementet.

## Galleri
- Krigsmindesmærke
- Taras Shevchenko monument in Radomysjl
- Sankt Nicholas Katedral
- Archimandrit Jelysej Pleteneckyj monument